# Ana Bešenić
Ana Bešenić (Varaždinske Toplice, 14. ožujka 1952. – Zagreb, 24. prosinca 2012.) je bila hrvatska pjesnikinja i autorica romana.
Široj je javnosti poznata kao autorica pjesme Suza za zagorske brege koju je napisala sa samo 15 godina. Pjesmu je za Krapinski festival 1969. godine uglazbio Zvonko Špišić. Napisala je roman Jagma, koji govori o pretvorbi i privatizaciji u Hrvatskoj.
Pjesme su joj izvedene na Festivalu kajkavske popevke, Trešnjevačkom festivalu i Chansonfestu. Pjesme joj se nalaze na nosaču zvuka Naprijed Hrvatska: himna reprezentacije (izvode Kraljevi ulice i Sick swing orchestra), Najpoznatije tamburaške pjesme (izvodi tamburaški sastav Kontrabas), a pjesme su joj na raznim kompilacijama pjevali i recitirali Zlatko Vitez, Zvonko Zidarić, Zvonko Špišić, Vice Vukov, a o njenom je radu i inih glazbenika u svezi s tamburom pisao Siniša Leopold.
Objavila je ova djela:
- Suza za zagorske brege, zbirka pjesama, 1998.
- Jagma, roman, 2002.